# Ґабріелла Гаморі
Ґабріелла Гаморі (угор. Gabriella Hámori; 1 листопада 1978, Сарваш, Угорська Народна Республіка) — угорська акторка театру та кіно.

## Життєпис
Закінчила Будапештську академію музики й театру у 2001 році.

## Вибіркова фільмографія
- Сезон (2004)
- Хамелеон (2008)